# The Cutie
The Cutie (deutsch Das Süßling) ist eine Science-Fiction-Kurzgeschichte des australischen Schriftstellers Greg Egan, zuerst veröffentlicht in Interzone #29 im Mai/Juni 1989. Die Kurzgeschichte wurde ebenfalls in der Sammlung Axiomatic im Jahr 1995 und der Anthologie Interzone: The 4th Anthology bearbeitet von John Clute, David Pringle und Simon Ounsley im Jahr 1989 veröffentlicht.

## Handlung
Ein einsamer Mann mit einem verzweifelten Kindeswunsch unterzieht sich einer medizinischen Prozedur, um sich selbst mit einem „Cutie“ (deutsch Süßling) zu schwängern. Dieses ist ein Kind mit reduzierten mentalen Fähigkeiten (einschließlich die Unfähigkeit zu sprechen), reduziertem rechtlichen Status (mehr wie dem eines Haustieres) und einer Lebenserwartung von nur vier Jahren. Als sie jedoch völlig unerwartet doch einfache Wörter spricht, baut der Mann eine viel stärkere Bindung mit ihr auf und versucht sogar, den in ihre Genetik einprogrammierten Frühtod zu verhindern. Nach ihrem Tod fragt sich der verzweifelte Vater, ob ihr Tod ihm ebenso nahegegangen wäre, wenn sie nie gesprochen hätte.

## Auszeichnung
The Cutie erreichte den fünften Platz im Interzone Reader Poll im Jahr 1990 und war für den japanischen Seiun-Preis im Jahr 2000 nominiert.

## Kritik
Jon Evans schreibt im Reactor Magazine, dass die Kurzgeschichte eine der sentimentalsten und emotionalsten je geschriebenen Horrorgeschichten sei („is one of the the [sic] most sentimental and emotional horror stories every [sic] written“).
Karen Burnham schreibt in Greg Egan (Modern Masters of Science Fiction), dass ebenso wie bei anderen der früheren Kurzgeschichten von Greg Egan seine Hand auf den Größen liegt, welche jedoch oft manipuliert anstatt natürlich wirkt („as with several of Egan’s other early stories, the author’s hand is obviously tipping the scales, with a narrative that at times seems manipulated instead of flowing naturally“). Etwa sei es schwierig zu glauben, dass es einen Markt für früh sterbende Babys gibt oder ein Protagonist mit Kindeswunsch nicht einfach adoptieren würde („difficult [....] to believe that there would be a market for semi-human babies who die young, or that a protagonist obsessed with child-nurturing would not simply adopt“). Obwohl die Kurzgeschichte sich Elementen des Horrors bedient, ist diese doch eher auf der Seite der Science-Fiction der nahen Zukunft und Bioethik („while this is a story that lightly hits some horror buttons, it is firmly on the side of near-future, bioethics-oriented SF“).